# Храна за главу
Храна за главу је југословенски кратки филм из 1998. године. Режију је урадио Милош Ђукелић, који је писао и сценарио са Јованом Витасом.